# 伦敦宣言
倫敦宣言（英語：London Declaration）是1949年大英國協總理會議就印度是否繼續為大英國協成員國的問題發表的宣言。 
倫敦宣言由印度政治家克里什那·梅農起草，聲明同意印度在成為共和國後繼續為大英國協的成員國。通過倫敦宣言，印度政府表示接受英國君主作為大英國協元首的象徵性地位。 
倫敦宣言開創了共和主義與大英國協成員國資格相容的先例。